# Cortelazor
Cortelazor es un municipio y localidad española de la provincia de Huelva, en la comunidad autónoma de Andalucía. Perteneciente a la comarca de la Sierra de Huelva, en el norte de la provincia, cuenta con una población de 312 habitantes (INE 2024).

## Geografía

### Ubicación
Sus coordenadas geográficas son 37° 56′ N, 6° 37′ O. Se encuentra situada a una altitud de 624 m sobre el nivel del mar, siendo la altitud máxima del término la correspondiente al monte de "El Palancar" con sus 782 m, siendo la ribera de Huelva la zona más baja con una altitud ligeramente inferior a los 400 m. Este pueblo está a 120 km de la capital de provincia, Huelva y a 100 km de la capital de la comunidad autónoma, Sevilla.

### Clima
Su clima es de tipo mediterráneo, aunque también tiene rasgos de clima de montaña, ya que sus precipitaciones oscilan en torno a los 1100 mm de agua al año. La época de mayores precipitaciones es en otoño y primavera. En invierno raras veces nieva, aunque hay que destacar las nevadas que se produjeron —en la historia reciente— en 1991, 2005 y 2006. Así mismo, la temperatura media anual es de unos 14 °C.

## Flora y fauna
El tipo de vegetación que podemos encontrar en este término municipal es la asociada al bosque esclerófilo, constituida por el alcornoque, la encina, el olivo y diversos tipos de matorral, tales como la jara (Cistus ladanifer) o el brezo, principalmente. También encontramos comunidades de castaños en las zonas más altas y umbrías, que sustituyeron a los bosques de roble melojo y quejigo en la época de los romanos —todo esto de forma antrópica—. También podemos encontrar comunidades de especies alóctonas tales como el pino marítimo (Pinus pinaster) o el eucalipto.
En cuanto a la fauna de este municipio, cabe destacar mamíferos tales como el ciervo, el jabalí, el zorro y el tejón. Por falta de una conciencia ambiental adecuada, desaparecieron por la zona las comunidades de lobos y de linces durante el siglo XX. También ha de destacarse el buitre negro y la cigüeña negra (escasa en la península). Por otro lado también se cuenta con especies como el águila real, el buitre leonado, el milano real y la cigüeña blanca (en su migración a España). Otros pequeños animales que pueden encontrarse son el galápago leproso, el tritón, la rana común, la salamandra y la lagartija, entre otros.
En cuanto a especies ganaderas se encuentra como líder indiscutible el cerdo ibérico, seguido de vacas, cabras, corderos y gallinas. Como medio de carga y transporte tradicional puede citarse el burro, aunque esta especie está a punto de desaparecer debido a la preferencia actual por los medios de transporte a motor.

## Historia
Hacia mediados del siglo XIX, el lugar tenía contabilizada una población de 724 habitantes. La localidad aparece descrita en el séptimo volumen del Diccionario geográfico-estadístico-histórico de España y sus posesiones de Ultramar de Pascual Madoz de la siguiente manera:

CORTALAZOR LA REAL: v. con ayunt. en la prov. de Huelva (16 leg.), part. jud. de Aracena (1), dióc., aud. terr. y c. g. de Sevilla (16): sit. en un collado próximo al nacimiento de un arroyo con el clima sano, y no se conocen otras enfermedades que alguna calentura gástrica. Las casas en número de 155 sin formar cuerpo de pobl., sino diseminadas en grupos, son de 4 varas de altura y mala distribucion interior, entre ellas está la del ayunt., donde esta corporacion celebra sus sesiones y sirven algunas de sus dependencias de cárcel; las calles mal empedradas y sucias, y solo tiene una regular plaza cuadrada de 25 varas de long. y poco menos de lat.: tiene una escuela de primera enseñanza á la que concurren 25 á 30 niños, cuyo maestro está dotado con 1,100 rs. anuales; hay una fuente pública inmediata á la pobl. de escasas pero buenas aguas, de la que se surten los vec., aprovechando las de un arroyo tambien próximo á la v. para los ganados y otras necesidades; la igl. parr. (Ntra. Sra de los Remedios), tiene por anejo á la de Corte Rangel; el curato es de entrada, y está servida por un ecónomo de nombramiento del ordinario, asi como el sochantre y sacristan; á 1/2 leg. de la pobl. hay una ermita dedicada á Ntra. Sra. de la Coronada, que según tradiccion fué antiguamente parr.; se celebra en ella una funcion anual costeada por el ayunt. Su térm. confina al N. con los Hinojales y Cumbres mayores; al S. con el de los Marines; E. con el de Aracena, y O. con el de Valdelarco: la dist. por el N. es de 1 leg., por E. y O. 1/4 y por el S. 1/2, no se puede calcular su cabida en jornales, fan. ni obradas, por no ser tierra de labor la mayor parte. Muy cerca de la v. por el O. pasa un arroyo sin nombre, y otro por el E. á dist. de 1/2 cuarto de leg. llamado el Hoyanco, ambos marchan hacia el S. los cuales uniéndose al O. á un tercero, forman la ribera nombrada de Huerva, en la que se crian algunos barbos y bogas; sobre el último arroyo hay un puente de piedra de un arco con 8 varas de elevacion; las aguas del primero y las de la ribera dan impulso á 2 piedras de molinos harineros. El terreno es todo de monte y en su mayor parte arcilloso, pedregoso, árido y poco fértil; se divide en muchas suertes, cuyo número y cabida no es fácil determinar; cultivanse unas 40 fan. de tercera clase. Los caminos son todos de herradura, conducen á los pueblos limilrofes y se encuentran en mal estado. La correspondencia llega y sale dos veces en la semana, recibiéndose de la adm. de Aracena. ind.: la que se egerce en los 2 molinos mencionados y en la elaboracion de carbon que se estrae para los pueblos comarcanos. prod.: bellota, que por un quinquenio se recolectaran 2,000 fan. anuales; 300 de castañas; 200 de aceitunas; 150 de trigo, 50 de centeno, 40 de avena y 4 de garbanzos; ninguna es bastante para el consumo de la pobl., escepto la bellota, por cuya razon se importa lo necesario de los pueblos de Estremadura; hay cria de ganado vacuno consistente en 5 cab., 50 de cerda, y 200 de cabrio; crianse muchas zorras, lobos y otras clases de animales dañinos. pobl.: 181 vec., 724 alm. cap. terr. prod.: 1.648,680 rs. imp. 66,904. El presupuesto municipal asciende á 6,000 rs. y se cubren por reparto vecinal.
(Madoz, 1847, p. 29)

En 1991, Blanca Candón González (1927-2017) se convirtió en la primera alcaldesa del Partido Andalucista y primera alcaldesa de la Sierra de Aracena y Picos de Aroche, cargo que ocupará durante doce años. Fue la creadora en 1999 del Certamen Nacional de Pintura Villa de Cortelazor la Real, siendo en este momento el día más importante y concurrido en el municipio. El Primer Premio del Certamen lleva su nombre desde 2017, al igual que actual salón cultural del pueblo "Blanca Candón González". En 2016 le fue otorgado el título de hija predilecta de Cortelazor la Real.

## Demografía
Cortelazor cuenta con una población de 312 habitantes (INE 2024).
| Gráfica de evolución demográfica de Cortelazor entre 1842 y 2021                                                    |
| |
| Población de derecho según los censos de población del INE Población de hecho según los censos de población del INE |

El gentilicio de sus habitantes es cortelazoreño o cortelazoreña, aunque vulgarmente se les conoce como zorros.
| 338                       | 326 | 327 | 317 | 312 | 302 | 314 | 301 | 289 | 300 | 302 |
| (Fuente: INE [Consultar]) |     |     |     |     |     |     |     |     |     |     |

## Economía

### Evolución de la deuda viva municipal
| Gráfica de evolución de Deuda viva del Ayuntamiento de Cortelazor entre 2008 y 2021                                |
| |
| Deuda viva del Ayuntamiento de Cortelazor en miles de Euros según datos del Ministerio de Hacienda y Ad. Públicas. |